# شون كراهان
شون كراهان (بالإنجليزية: Shawn Crahan)‏ (و. 1969  م) هو طبال، وموسيقي، ومغني، وضابط إيقاع، وعازف بيانو أمريكي، ولد في دي موين، آيوا.

## وصلات خارجية
- شون كراهان على موقع IMDb (الإنجليزية)
- شون كراهان على موقع ميوزك برينز (الإنجليزية)
- شون كراهان على موقع رولينغ ستون (الإنجليزية)
- شون كراهان على موقع إن إن دي بي (الإنجليزية)
- شون كراهان على موقع أول ميوزيك (الإنجليزية)
- شون كراهان على موقع ديسكوغز (الإنجليزية)
- شون كراهان على موقع قاعدة بيانات الفيلم (الإنجليزية)

- شون كراهان في قاعدة بيانات الأفلام على الإنترنت